# Rodion Diatchenko
Rodion (Rod) Sergueïevitch Diatchenko (en russe : Родион (Род) Сергеевич Дьяченко, transcription anglaise : Rod Dyachenko) est un footballeur russe, né le 22 septembre 1983 à Gueorguievsk, Russie.
Il évolue depuis 2006 avec le club américain du D.C. United.

## Clubs
- 2006- :  D.C. United